# Ù

Ilustrace

Ù (minuskule ù, také u s gravisem) je písmeno latinské abecedy, které se používá v italštině, francouzštině a kašubštině.

## Kašubština
V kašubštině se písmeno ù vyslovuje jako /wu/ (podobně jako anglické „w“ následované „u“). Objevuje se na začátku slov a po souhláskách b, p, k, g, ch, w, f a m.

## Italština a Francouzština

### Italština
V italštině se písmeno ù vyslovuje stejně jako české u. Gravis označuje, že přízvuk dopadá na jinou slabiku, než je obvyklé (ne na předposlední, ale na poslední). Příkladem jsou slova più (více) nebo virtù (ctnost).

### Francouzština
Ve francouzštině se písmeno ù vyskytuje pouze ve slově où (kde). Nemá odlišnou výslovnost od běžného ou, kde se vyslovuje jako /u/. Přízvuk slouží pouze k rozlišení od homonyma ou (nebo).